# Arauca (město)
Arauca je kolumbijské město na východě státu na hranicích s Venezuelou, správní středisko departementu Arauca. Celým jménem, běžně však již téměř nepoužívaným, se jmenuje Villa de Santa Bárbara de Arauca. V roce 2016 zde žilo téměř 90 tisíc obyvatel. Město bylo založeno 4. prosince 1780 Juanem Isidro Daboínem. Město bylo pojmenováno podle stejnojmenné řeky Arauca, na jejímž jižním břehu se rozkládá. Okolí je ploché (region Llanos) a dochází díky tomu k častým záplavám. Obchod je založen na ropném průmyslu.